# ویکتور کامپنارتس
ویکتور کامپنارتس (انگلیسی: Victor Campenaerts؛ زادهٔ ۲۸ اکتبر ۱۹۹۱) دوچرخه‌سوار اهل بلژیک است.
از باشگاه‌هایی که در آن بازی کرده‌است می‌توان به تیم لوتوان‌ال–یومبو، اسپورت فلاندر-بالوزه، و تیم لوتو–سودال اشاره کرد.
وی در مسابقات کشوری و بین‌المللی در مجموع برندهٔ ۱ مدال طلا، ۱ مدال نقره شده‌است.